# Automeris inornata
Automeris inornata är en fjärilsart som beskrevs av Walker 1855. Automeris inornata ingår i släktet Automeris och familjen påfågelsspinnare. Inga underarter finns listade i Catalogue of Life.